# Emmanuelle Seyboldt

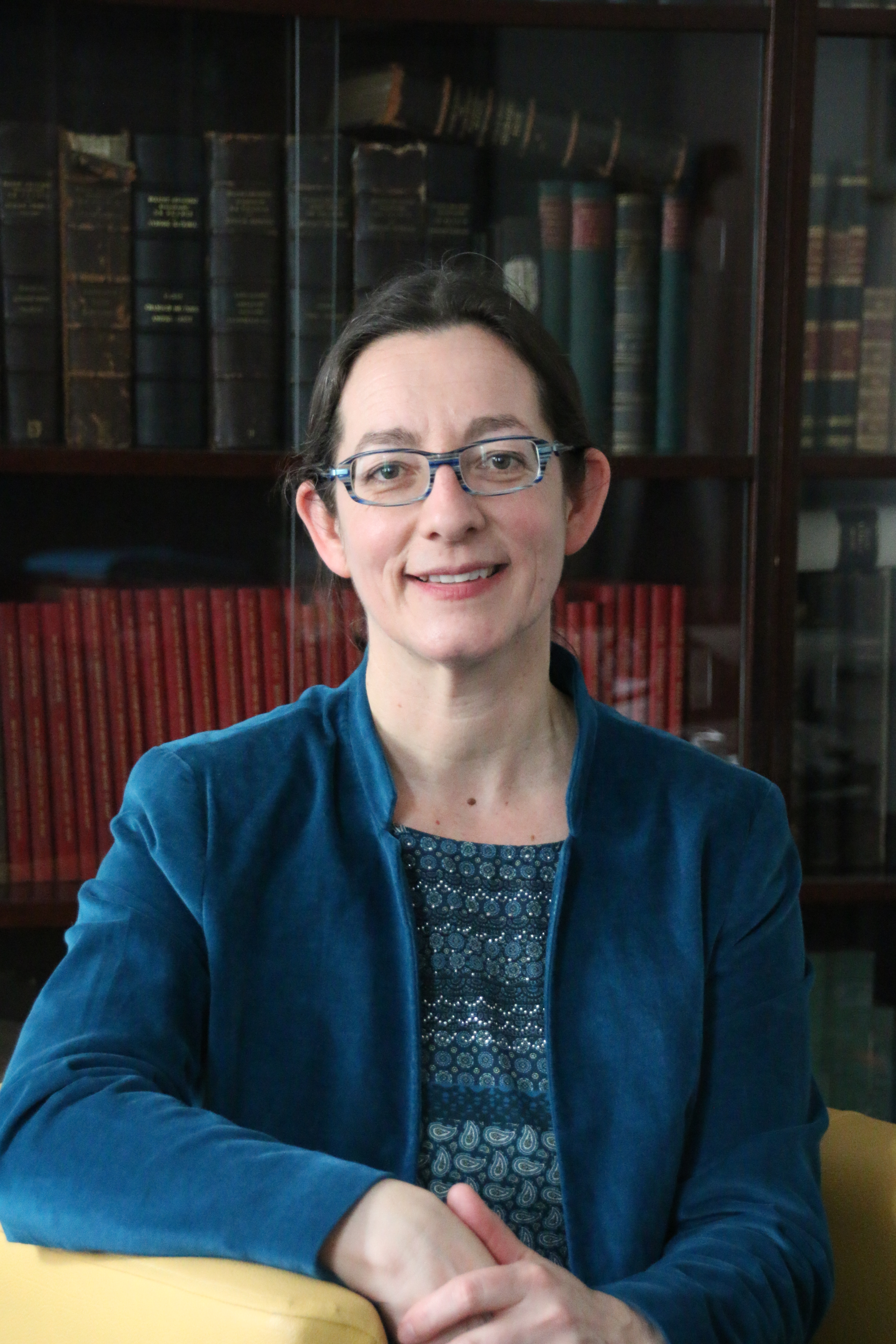
Emmanuelle Seyboldt im März 2017

Emmanuelle Seyboldt (* 18. August 1970 in Lunel als Emmanuelle Carrière) ist eine französische evangelische Pfarrerin. Von 2017 bis 2025 amtierte sie als Präsidentin der Vereinigten Protestantischen Kirche Frankreichs (Église protestante unie de France).

## Biographie
Aufgewachsen als Tochter einer militanten Kommunistin und eines in der Reformierten Kirche von Frankreich engagierten Vaters in Saint-Étienne, studierte sie an der Faculté de théologie protestante de Paris und an der Faculté de théologie protestante de Montpellier. 1994 trat sie in Saint-Laurent-du-Pape im Département Ardèche ihre erste Pfarrstelle an und wechselte drei Jahre später nach Châtellerault im Département Vienne. In der Reformierten Kirche von Frankreich war sie ab 2006 als Beauftragte für Katechese und als Redakteurin der regionalen Zeitschrift Échanges tätig.
Ab 2013 arbeitete sie als Pastorin in Besançon und zugleich als Präsidentin des Regionalrats Est der  Reformierten Kirche; nach deren Fusion zur Vereinigten Kirche bis 2016 als Vizepräsidentin des Regionalrats Est-Montbéliard.
Am 27. Mai 2017 wurde sie von der Nationalsynode der Vereinigten Protestantischen Kirche Frankreichs in Lille zur Präsidentin des Conseil National und damit zur Leitenden Geistlichen gewählt. Sie trat damit die Nachfolge von Laurent Schlumberger an.
Seyboldt ist in zweiter Ehe mit dem aus Deutschland stammenden Pastor Andreas Seyboldt verheiratet. Gemeinsam haben sie sieben Kinder (je vier und drei aus vorangegangener Ehe).

## Auszeichnungen
Seyboldt wurde 2019 zum Chevalier der Ehrenlegion ernannt.

## Schriften
- Bible, mythe et vérité. Foi et vie, Paris 2005.
- Sur le chemin de Jésus, j’ai rencontré … Évangile de Marc. Livret pour l'école biblique. Éd. Olivétan, Lyon 2008.